# فراما سوفت
فراما سوفت (بالإنجليزية: Framasoft)‏ هي منظمة لدعم البرمجيات الحرة مقرها في ليون بفرنسا.

## وصلات خارجية
- الموقع الرسمي